# It's a Big Daddy Thing
| Críticas profissionais | Críticas profissionais |
| Avaliações da crítica  | Avaliações da crítica  |
| Fonte                  | Avaliação              |
| ---------------------- | ---------------------- |
| Allmusic               | [ 1 ]                  |
| Robert Christgau       | (B)                    |
| Rolling Stone          | [ 3 ]                  |

It's a Big Daddy Thing é o segundo álbum de longa duração do rapper americano Big Daddy Kane. Foi lançado em 15 de Setembro de 1989.
Até hoje, é o seu maior sucesso comercial, certificado como disco de ouro pela RIAA.
Em caráter com seu primeiro álbum e muitos outros álbuns da época, It's a Big Daddy Thing ramifica em estilos diferentes, de rimas de batalhas à baladas de amor e mais. Sua postura como um autoproclamado querido das mulheres é de algum jeito ofuscada pelo hit "Smooth Operator". Também, uma das canções do álbum, "Wrath of Kane", aparece em uma performance ao vivo tirada do Apollo Theater.
Em 1998, o álbum foi selecionado como um dos 100 Melhores Álbuns de Rap da revista The Source.
Em 2004, a canção "Warm It Up, Kane" apareceu na estação de rádio de hip hop clássico Playback FM no popular Video-game Grand Theft Auto: San Andreas.
Em 2008, o single "I Get The Job Done", foi escolhido o número 57 na lista das 100 Maiores Canções de Hip Hop da VH1.

## Lista de faixas
| #  | Título                             | Produtor       | Cantores                                             | Samples | Duração |
| -- | ---------------------------------- | -------------- | ---------------------------------------------------- | --- | ------- |
| 1  | "It's a Big Daddy Thing"           | Prince Paul    | Big Daddy Kane                                       | - "Lookin' Through My Window" de Tom Jones | 3:23    |
| 2  | "Another Victory"                  | Easy Mo Bee    | Big Daddy Kane                                       | - "Melting Pot" de Booker T. & the MG's | 4:53    |
| 3  | "Mortal Combat"                    | Big Daddy Kane | Big Daddy Kane                                       | - "It's a Man's, Man's, Man's World" de James Brown - "Funky Drummer" de James Brown - "Honky Tonk Popcorn" de James Brown - "I Get Lifted" de KC and the Sunshine Band - "Let's Go" de Kool Moe Dee | 5:24    |
| 4  | "Children R the Future"            | Big Daddy Kane | Big Daddy Kane                                       | - Ms Wonderful(Rudy Ray Moore) Dolemite movie Soundtrack | 4:00    |
| 5  | "Young, Gifted and Black"          | Marley Marl    | Big Daddy Kane                                       | - "I'll Play the Blues for You" de Albert King | 3:13    |
| 6  | "Smooth Operator"                  | Big Daddy Kane | Big Daddy Kane                                       | - "All Night Long" de Mary Jane Girls - "If it Don't Turn You on (You Outta Leave it Alone)" de B.T. Express - "Do Your Thing" de Isaac Hayes - "Risin' to the Top" de Keni Burke - "Sexual Healing" de Marvin Gaye - "Impeach the President" de Honey Drippers - "The Champ" by Mohawks - "Put Your Hands Together" de Eric B. & Rakim                                  | 4:44    |
| 7  | "Calling Mr. Welfare"              | Easy Mo Bee    | Big Daddy Kane, DJ Red Alert                         | - "The Chicken" de James Brown - "It's a New Day" de James Brown - "Message from the Soul Sisters" de Vicki Anderson | 4:25    |
| 8  | "Wrath of Kane (live)"             | Big Daddy Kane | Big Daddy Kane                                       | - "Gimme Some More" de The J.B.'s - "Givin' Up Food for Funk" de The J.B.'s | 5:00    |
| 9  | "I Get the Job Done"               | Teddy Riley    | Big Daddy Kane                                       | | 5:30    |
| 10 | "Ain't No Stoppin' Us Now"         | Prince Paul    | Big Daddy Kane                                       | - "Ain't No Stoppin' Us Now" de McFadden & Whitehead - "Take the Money and Run" de Steve Band Miller | 3:20    |
| 11 | "Pimpin' Ain't Easy"               | Big Daddy Kane | Big Daddy Kane, Nice & Smooth, Scoob Lover, Ant Live | - "Do the Funky Penguin" de Rufus Thomas | 4:10    |
| 12 | "Big Daddy's Theme"                | Big Daddy Kane | —                                                    | - "Go On With Your Bad Self" de Consumer Report | 2:08    |
| 13 | "To Be Your Man"                   | Big Daddy Kane | Big Daddy Kane, Blue Magic, Chuck Stanley            | | 5:45    |
| 14 | "The House That Cee Built"         | Mister Cee     | Mister Cee                                           | - "It's a New Day" de James Brown - "The House that Jack Built" de Aretha Franklin - "He's the Greatest Dancer" de Sister Sledge - "Running Away" de Roy Ayers - "Set it Off", "Ain't No Half-Steppin'", "Word to the Mother (Land)", "Raw", "I'll Take You There", "Wrath of Kane", and "Mister Cee's Master Plan" de Big Daddy Kane - "Poison" de Kool G Rap & DJ Polo | 5:28    |
| 15 | "On the Move"                      | Big Daddy Kane | Big Daddy Kane, Scoob Lover, Scrap Lover             | - "N.T." de Kool & the Gang | 5:20    |
| 16 | "Warm It Up, Kane"                 | Big Daddy Kane | Big Daddy Kane                                       | - "Big Bad John" de Big John Hamilton - "Wanna Be Startin' Somethin'" de Michael Jackson | 4:11    |
| 17 | "Rap Summary (Lean On Me) (remix)" | Marley Marl    | Big Daddy Kane                                       | - "Hot Pants Part 2" de Hank Carbo - "Ain't No Half-Steppin'" de Heatwave - "Lean on Me" de Bill Withers | 5:15    |

## Paradas musicais

### Álbum
| Paradas musicais            | Melhor posição |
| --------------------------- | -------------- |
| U.S. Billboard 200          | 33             |
| U.S. Top R&B/Hip Hop Albums | 4              |

### Singles
| 1989 | "Smooth Operator"    | 17 | 11 | 1 |
| 1989 | "I Get the Job Done" | —  | 27 | 9 |